# Vỏ đại não
Vỏ đại não là khu vực lớn nhất của đại não trong não của động vật có vú và đóng một vai trò then chốt đối với trí nhớ, sự chú ý, tri giác, nhận thức, tư duy, ngôn ngữ, và ý thức. Vỏ đại não là vùng não ở trước nhất và cấu tạo từ một khu vực bên ngoài làm từ mô thần kinh gọi là chất xám, chứa các tế bào nơron. Nó cũng được chia thành bán cầu đại não trái và phải bởi rãnh dọc, nhưng hai bán cầu được nối với nhau ở giữa bởi thể chai.
Ở những loài động vật có vú lớn, vỏ đại não thường có nếp, cung cấp một khu vực bề mặt lớn hơn trong thể tích chật hẹp của sọ. Khu vực bề mặt được tăng lên được coi là một điều quan trọng bởi vì nó cho phép các mô-đun, hay khu vực, có chức năng được thêm vào và tiến hóa nhiều hơn và đa dạng hơn. Nếp nhăn hoặc là ụ ở vỏ thì được gọi là hồi, và đường rãnh thì gọi là rãnh. Những lớp cuộn bề mặt này xuất hiện trong quá trình phát triển thai nhi và tiếp tục trưởng thành sau khi sinh ra thông qua một quá trình gọi là gyrification. Trong não người, đa số vỏ đại não thì không thể nhìn thấy từ bên ngoài mà bị che lấp bên trong các rãnh.
Vỏ đại não chứa một lượng lớn các tế bào thần kinh đệm và nơron, cũng như là cấu tạo sợi nhánh và phần kéo dài sợi trục rối rắm của chúng, thứ kết nối tại synap để hình thành nên các mạch cơ bản có chức năng. Vỏ đại não thì được cấu tạo hoàn toàn từ chất xám, trái ngược với lớp chất trắng ở bên dưới, thứ cấu tạo chính từ sợi trục đi từ và tới vỏ đại não, bao myelin của chúng, và thân tế bào thần kinh đệm ít gai.
Ở vỏ đại não có sự phân vùng chức năng:
Vùng thị giác tại thuỳ chẩm.
Vùng thính giác, vị giác tại thuỳ thái dương.
Vùng cảm giác ở hồi đỉnh lên (sau rãnh đỉnh).
Vùng vận động nằm ở hồi trán lên, tại thuỳ trán.
Vùng vận động ngôn ngữ nằm gần rãnh thái dương.
Vùng hiểu tiếng nói nằm gần vùng thính giác.
Vùng hiểu chữ viết nằm gần vùng thị giác.

## Hình ảnh

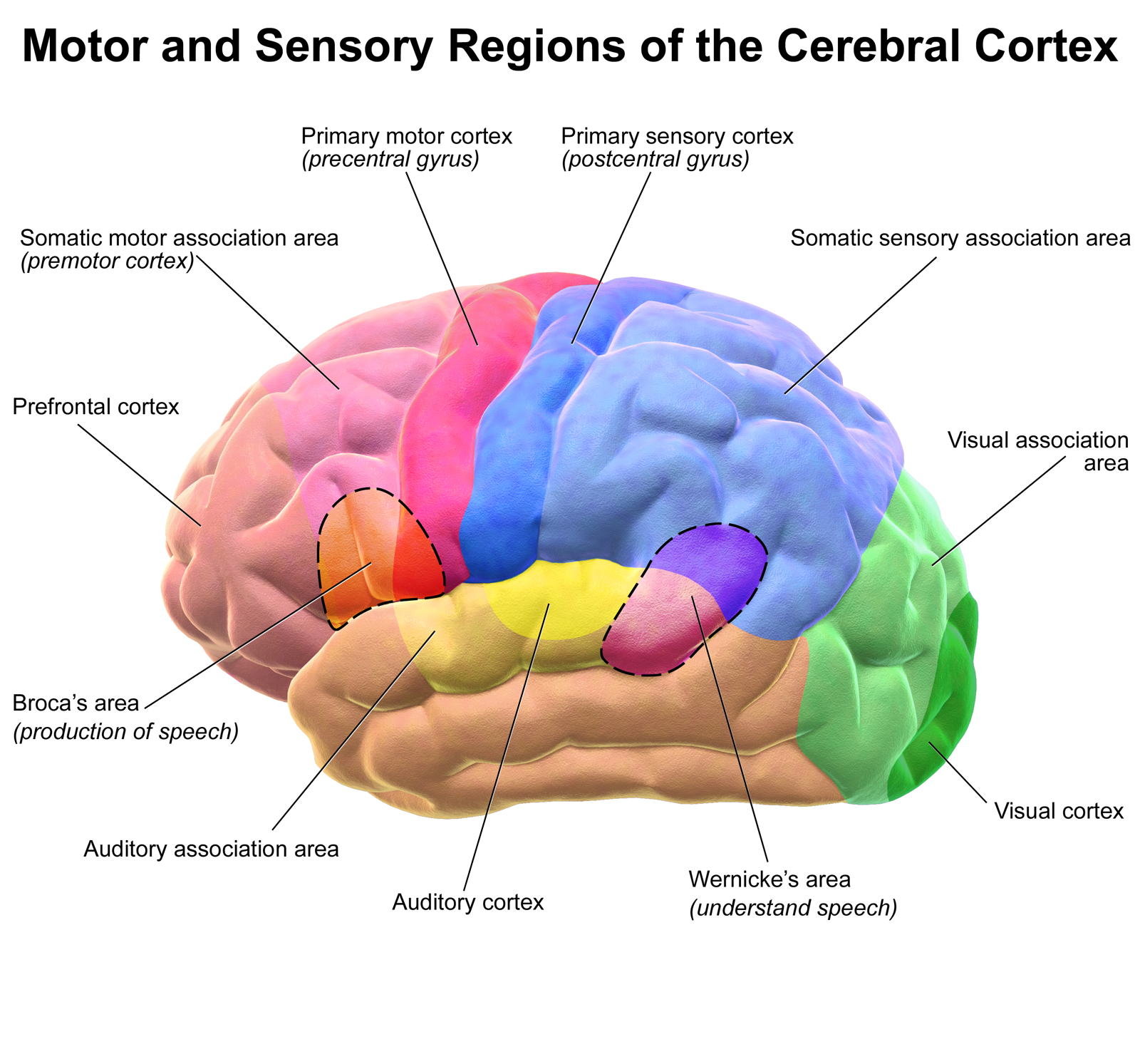
Motor and sensory regions of the cerebral cortex
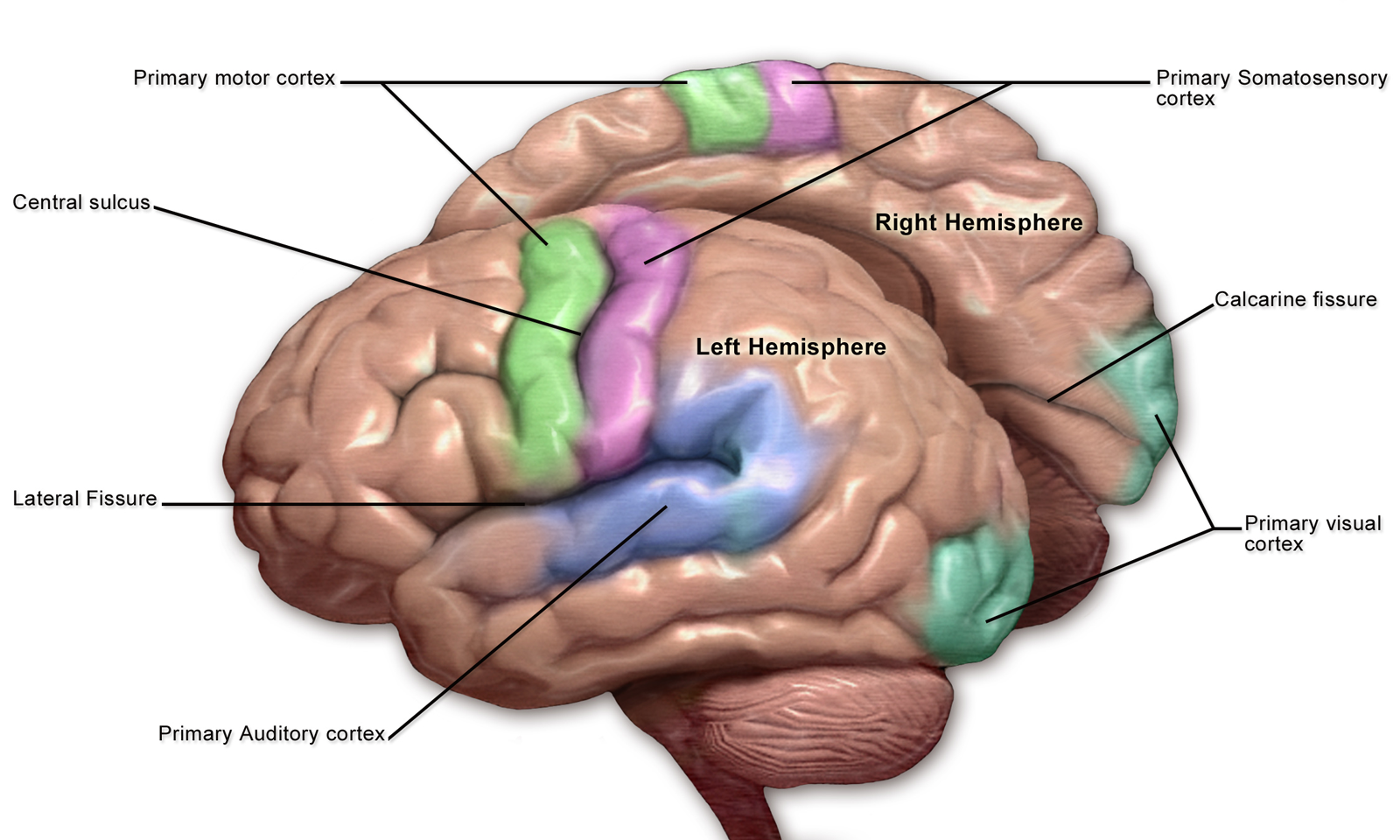
Motor and sensory regions of the cerebral cortex
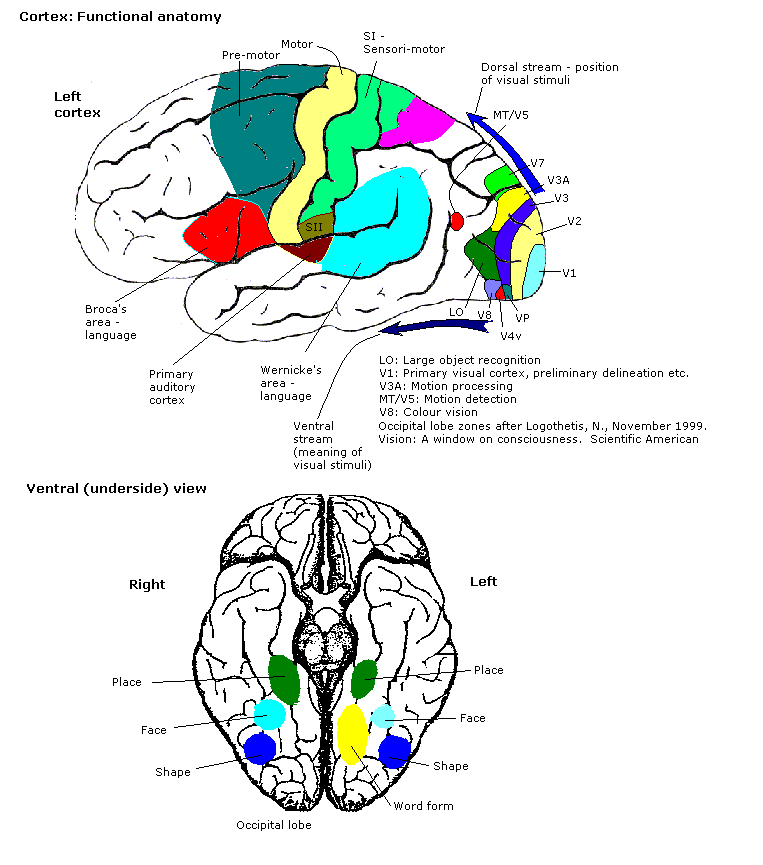
Cortical areas